# Terceira
Terceira (dosłownie Trzecia, wyspę odkryto jako trzecią w kolejności) – portugalska wyspa pochodzenia wulkanicznego na Oceanie Atlantyckim, położona w środkowo-wschodniej części archipelagu azorskiego zaliczanego do Makaronezji. Ta trzecia co do wielkości wyspa na Azorach zajmuje powierzchnię 396,75 km², a jej najwyższy punkt stanowi wierzchołek Santa Bárbara, wznoszący się na wysokość 1023 m n.p.m. Administracyjnie dzieli się na dwie gminy – Praia da Vitória na północnym wschodzie i Angra do Heroísmo na południowym zachodzie, której stolicą jest historyczne miasto warowne o tej samej nazwie i zarazem główny ośrodek administracyjny wyspy, wpisany w 1983 roku na listę światowego dziedzictwa UNESCO. Według danych z 2003 roku Angra do Heroísmo skupia 35 581 spośród 54 996 mieszkańców Terceiry.
W miejscowości Lajes, położonej 3 kilometry na północ od Praia da Vitória, mieści się od czasów II wojny światowej amerykańska baza lotnicza i morska. W 2003 roku na wyspie odbyło się spotkanie Prezydenta USA, George W. Busha, premiera Wielkiej Brytanii, Tony'ego Blaira i ówczesnego szefa hiszpańskiego rządu, José Maríi Aznara, poprzedzające bezpośrednio drugą wojnę w Iraku.

## Galeria

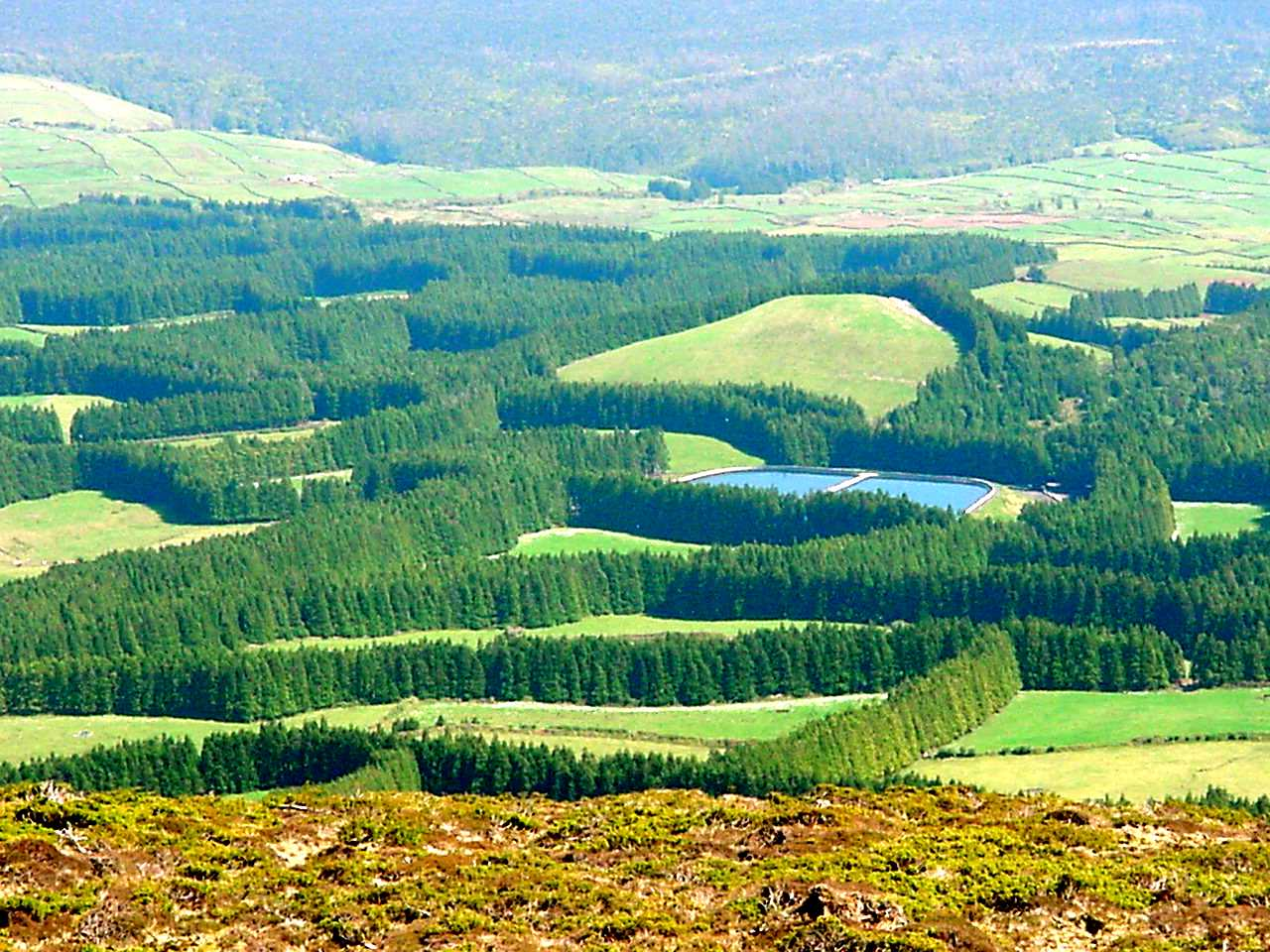
Krajobraz wyspy - Góry Świętej Barbary (Serra de Santa Bárbara)
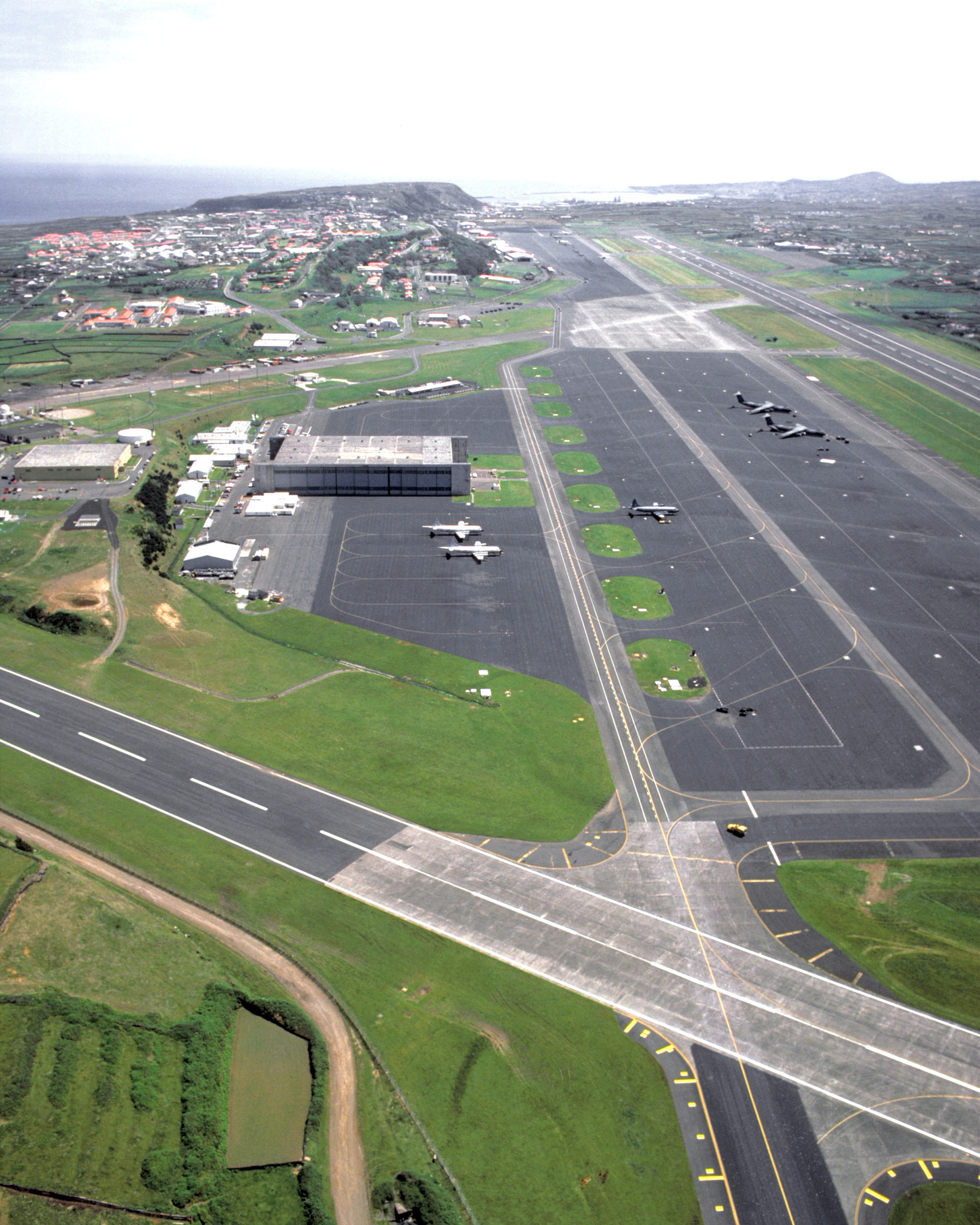
Baza wojskowa w Lajes
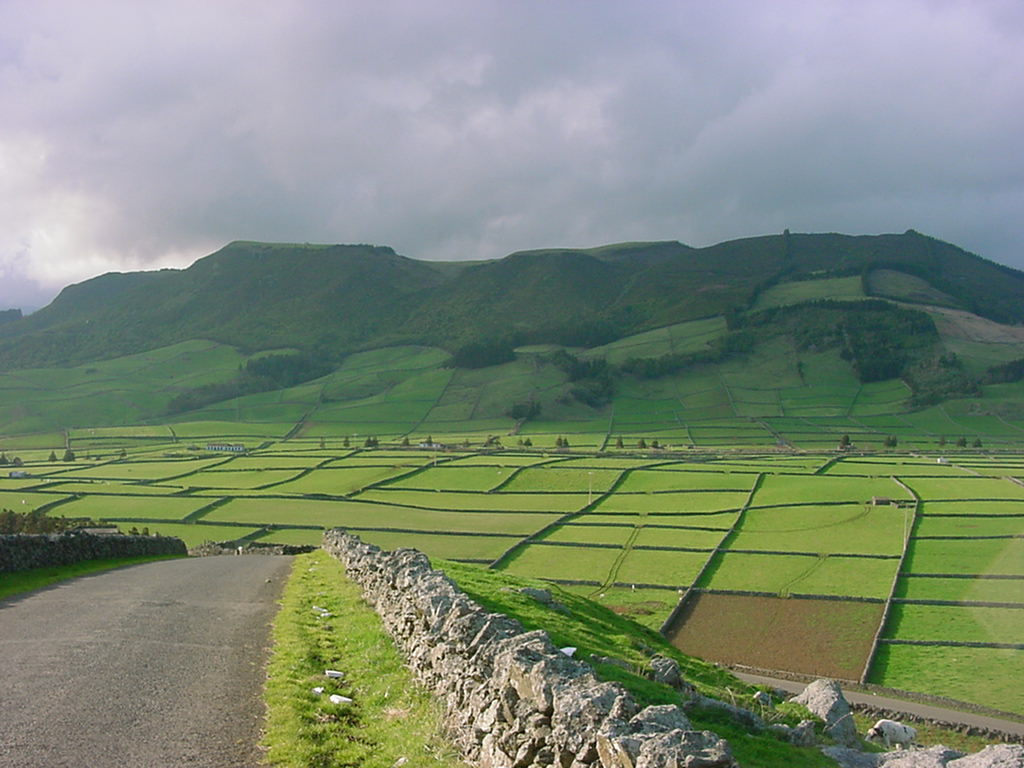
Wnętrze wyspy
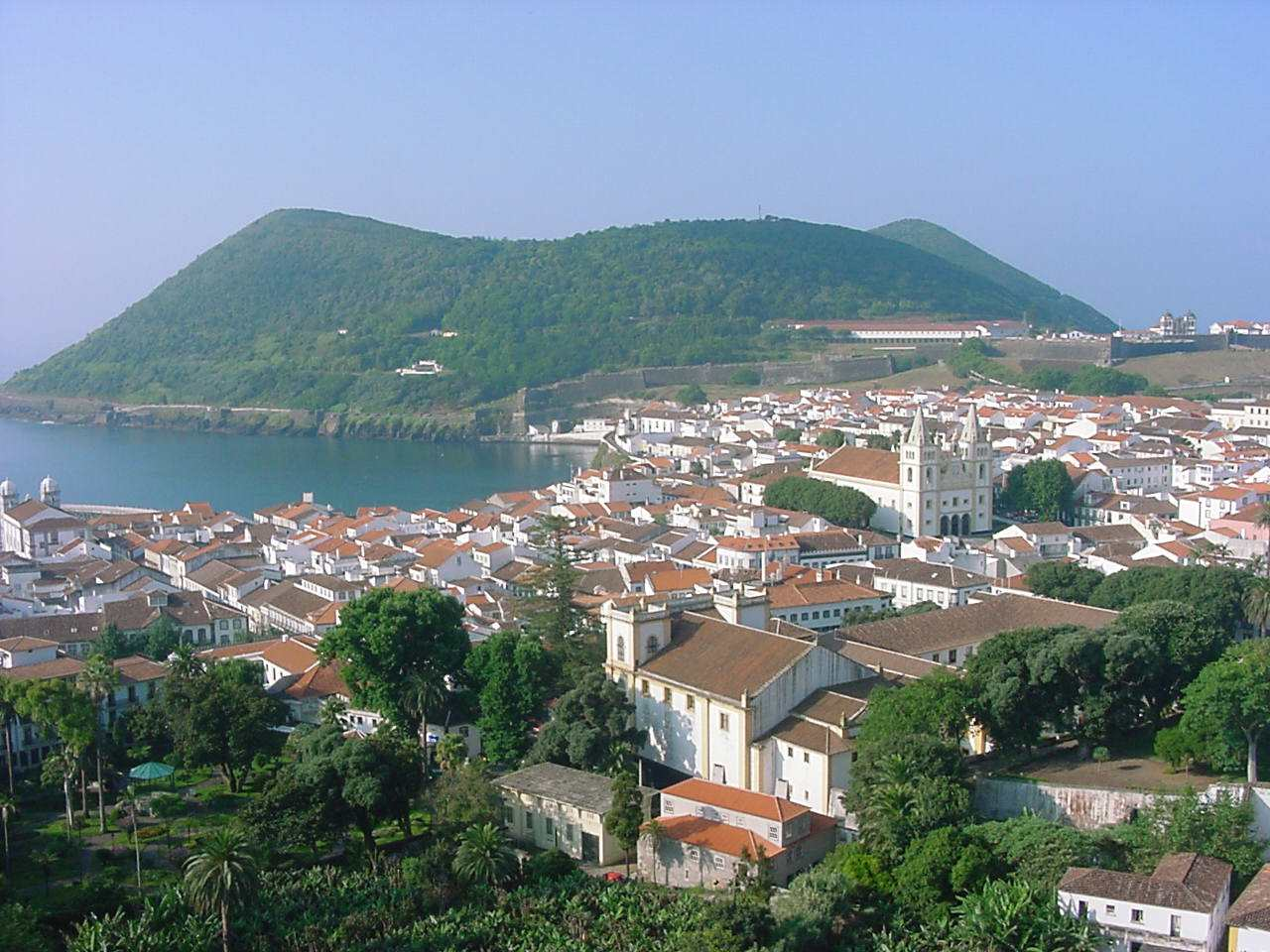
Angra do Heroísmo – widok ogólny
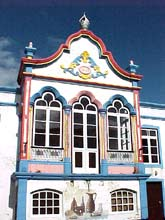
Kamienica w miejscowości Feteira
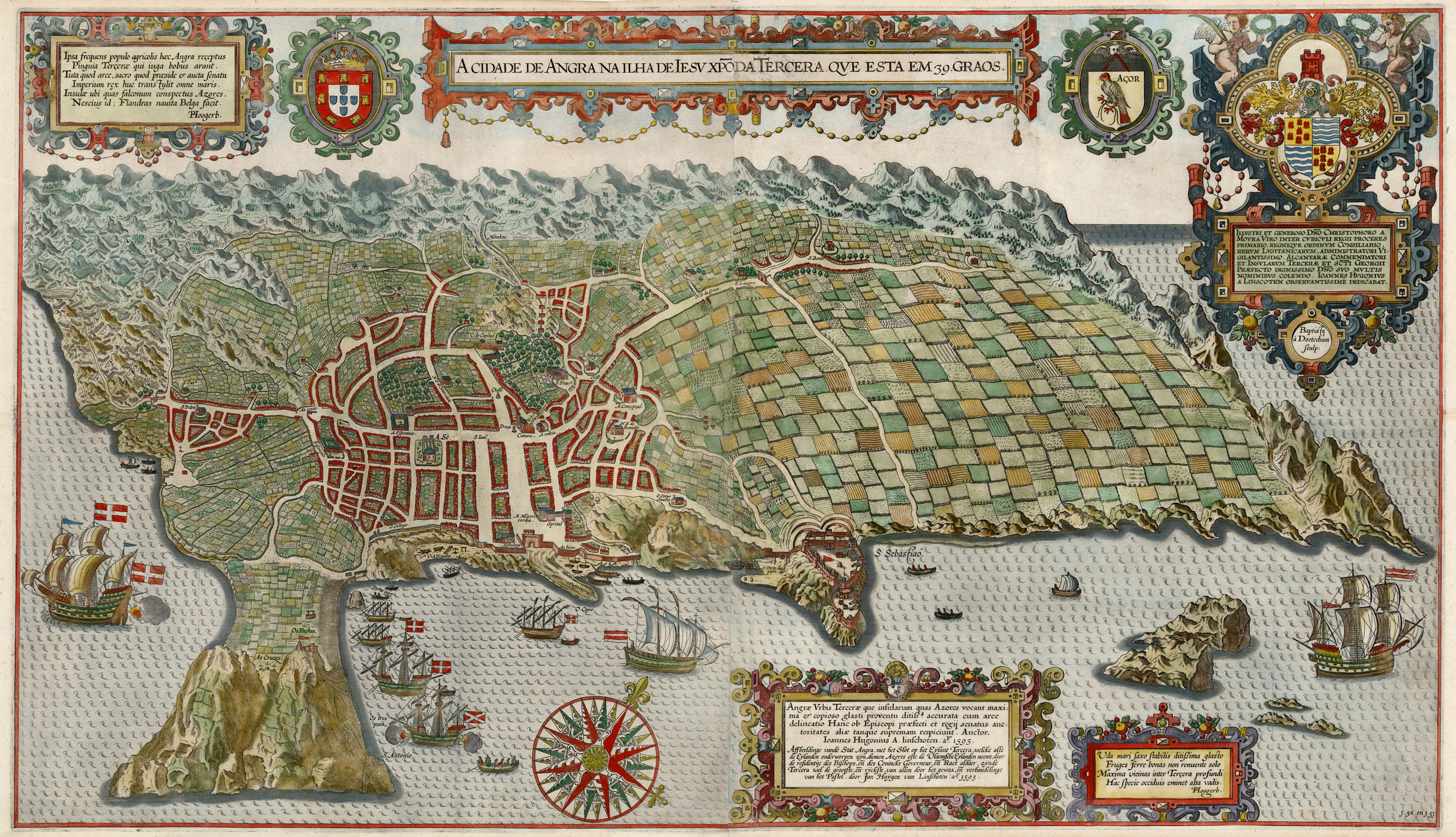
Wyspa na rycinie Jana Huygen van Linschoten, XVI-wiecznego podróżnika holenderskiego. Pośrodku stołeczna Angra do Heroísmo